# Atenas
Atenas (em grego: Αθήνα; romaniz.: Athína pronunciado: [aˈθina] (escutarⓘ); em grego antigo: Ἀθῆναι, transl.: Athēnai) é a capital e a maior cidade da Grécia. A cidade domina a região da Ática e é uma das cidades mais antigas do mundo, sendo que seu território está continuamente habitado há 3 400 anos. A Atenas Clássica, do período da Grécia Antiga, foi uma poderosa pólis (cidade-Estado) que surgiu em conjunto com o desenvolvimento do porto de Pireu. Um centro artístico, estudantil e filosófico desde a Antiguidade, a cidade sediou a Academia de Platão e o Liceu de Aristóteles, além de ser amplamente considerada como o berço da civilização ocidental e da democracia, em grande parte devido ao impacto de suas realizações culturais e políticas durante os séculos IV e V a.C. no resto do continente europeu. Atualmente, é uma metrópole cosmopolita e o centro econômico, financeiro, industrial, político e cultural da Grécia. Em 2012, Atenas foi classificada como a 39ª cidade mais rica do mundo por paridade do poder de compra (PPC) e a 77ª mais cara em um estudo do UBS AG.
A cidade é reconhecida como uma cidade global devido à sua localização geo-estratégica e sua importância em finanças, comércio, mídia, entretenimento, artes, comércio internacional, cultura, educação e turismo. É um dos maiores centros econômicos no sul da Europa, com um grande setor financeiro e o maior porto de passageiros na Europa. O município de Atenas tem uma população de 664 046 (em 2011) dentro de seus limites administrativos e uma área de 39 quilômetros quadrados. A grande área urbana de Atenas (Grande Atenas e Grande Piraeus) estende-se para além de seus limites administrativos municipais e compõe uma população de 3 074 160 pessoas (em 2011) em uma área de 412 km². Em 2004, de acordo com o Eurostat, Atenas era a sétima área urbana mais populosa da União Europeia (a quinta capital mais populosa da UE), com uma população de 4 013 368 habitantes. A cidade também é a capital mais ao sul do continente europeu.
A herança da era clássica ainda é evidente na cidade, representado por antigos monumentos e obras de arte, sendo o Partenon o mais famoso de todos, considerado um marco fundamental do início da civilização ocidental. A cidade também mantém monumentos romanos e bizantinos, bem como um menor número de monumentos otomanos. Atenas tem dois Patrimônios Mundiais da UNESCO: a Acrópole e o Mosteiro de Dafne. Entre os marcos da era moderna, que remontam ao estabelecimento de Atenas como a capital do Estado grego independente e soberano em 1834, estão o Parlamento Helênico (século XIX), a Biblioteca Nacional da Grécia, a Universidade de Atenas e a Academia de Atenas. A cidade foi a anfitriã dos primeiros Jogos Olímpicos da era moderna, em 1896, e 108 anos depois, foi a sede dos Jogos Olímpicos de Verão de 2004. Em Atenas situa-se o Museu Arqueológico Nacional, que possui a maior coleção do mundo de antiguidades gregas, bem como o novo Museu da Acrópole.

## Etimologia
Em grego antigo, Atenas era chamada Αθήναι (Athénai), em homenagem à deusa grega Atena. No século XIX, este nome foi retomado formalmente como nome da cidade, mas desde o abandono oficial do grego katharévussa, em 1976, a forma popular Αθήνα tornou-se o nome oficial da cidade.Um habitante de Atenas chama-se ateniense.

## História

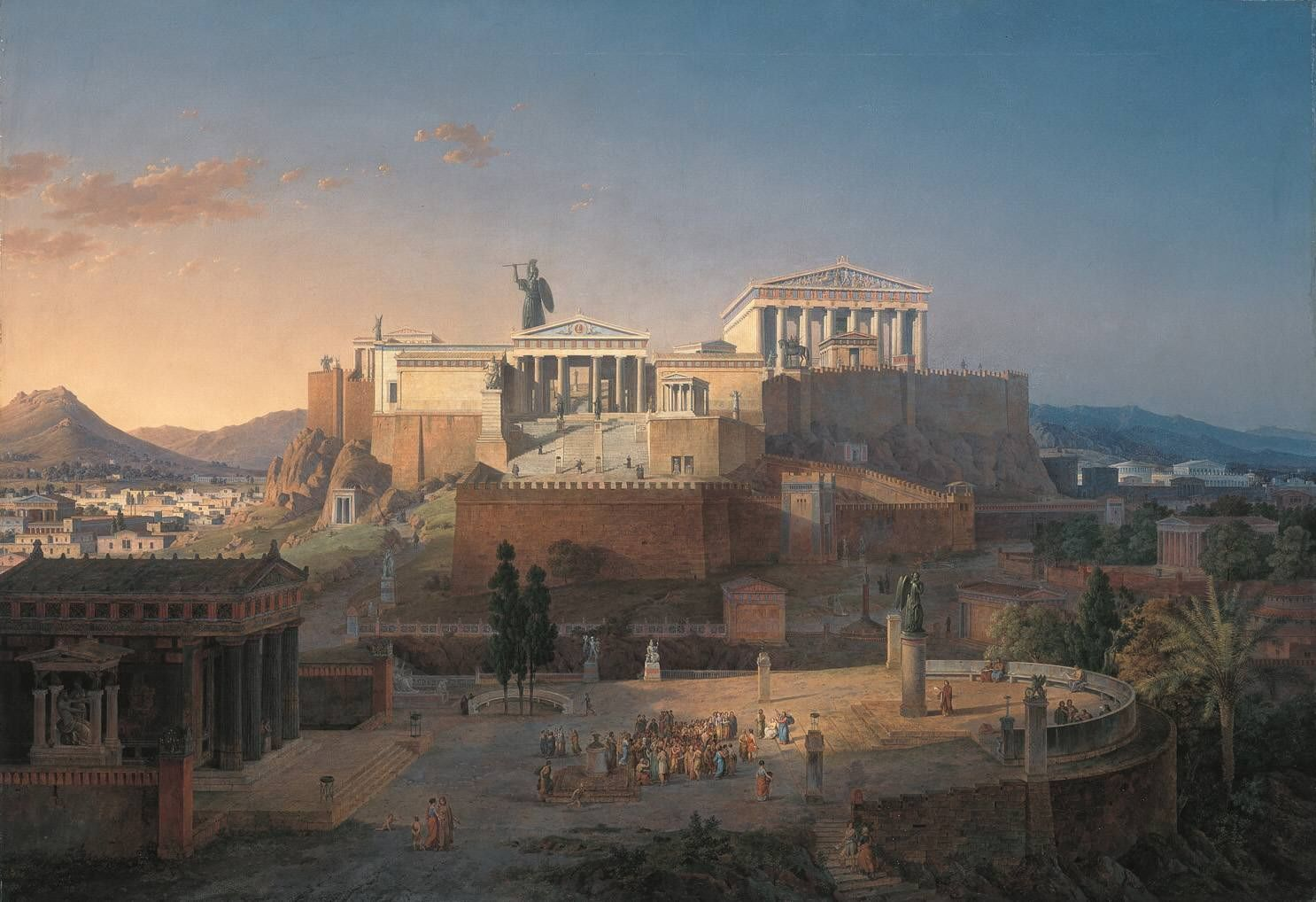
Reconstrução da Acrópole e do Areópago em Atenas, por Leo von Klenze (1846).

Atenas foi uma das principais cidade-estado na Grécia Antiga durante o grande período da civilização grega, no primeiro milênio a.C., durante a "Idade do Ouro" da Grécia (aproximadamente 500 a.C. até 300 a.C.) ela era o principal centro cultural e intelectual do Ocidente, e certamente é nas ideias e práticas da Antiga Atenas que o que nós chamamos de "civilização ocidental" tem sua origem. Após seus dias de grandiosidade, Atenas continuou a ser uma cidade próspera e um centro de estudos até o período tardio do Império Romano.
As escolas de filosofia foram fechadas em 529 depois que o Império Bizantino foi convertido para o cristianismo. Atenas perdeu bastante o seu status e se tornou uma cidade provinciana.
Entre o século XIII e o século XV foi combatida pelos bizantinos e cavaleiros franceses/italianos do Império Latino.
Em 1458, caiu em poder do Império Otomano e a população começou a diminuir e as condições pioraram quando o Império Otomano declinou. Partes da cidade (incluindo muitos de seus edifícios) foram destruídos no século XVII, século XVIII e século XIX, por diferentes facções que tentaram controlar a cidade.
Ficou virtualmente inabitada na época em que se tornou a capital do recentemente estabelecido Reino da Grécia, em 1833. Durante as próximas poucas décadas foi reconstruída e se transformou em uma cidade moderna.
A última grande expansão ocorreu na década de 1920, quando os subúrbios foram criados para acomodar os refugiados gregos da Ásia Menor.
Durante a Segunda Guerra Mundial foi ocupada pela Alemanha Nazi e esteve mal nos últimos anos da guerra. Depois da guerra começou a crescer novamente.
A Grécia entrou para a União Europeia em 1981, trazendo novos investimentos para Atenas, acompanhados de problemas de congestionamento e poluição do ar.

## Geografia
Incluindo os subúrbios, Atenas possui uma população de cerca de 3,3 milhões de habitantes, quase um terço da população total da Grécia. Atenas cresceu rapidamente nos últimos anos e vem sofrendo problemas urbanos, como superpopulação, congestionamentos e poluição do ar.
Atenas espalha-se pela planície central de Ática, que é limitada pelo monte Egaleu a oeste, monte Parnita ao norte, monte Pentélico a nordeste, monte Himeto a leste, e o Golfo Sarônico a sudoeste. Expandiu-se de modo a cobrir toda a planície, sendo, portanto, pouco provável que a cidade cresça em área de forma significativa no futuro devido às fronteiras naturais. A geomorfologia de Atenas causa frequentemente fenômenos de inversões térmicas, parcialmente responsáveis pelo problema de poluição. (Los Angeles possui geomorfologia semelhante e problemas decorrentes semelhantes).
A terra é rochosa e de baixa fertilidade. O antigo local da cidade era centrado na colina rochosa da Acrópole. Em tempos antigos, o porto do Pireu era uma cidade à parte, sendo, hoje, parte da grande Atenas.

### Clima
O clima de Atenas pode ser definido como semiárido (Köppen: BSh), com um regime de chuvas estepário, onde chove apenas 376 mm de água por ano.
| Médias meteorológicas para Atenas       | Médias meteorológicas para Atenas | Médias meteorológicas para Atenas | Médias meteorológicas para Atenas | Médias meteorológicas para Atenas | Médias meteorológicas para Atenas | Médias meteorológicas para Atenas | Médias meteorológicas para Atenas | Médias meteorológicas para Atenas | Médias meteorológicas para Atenas | Médias meteorológicas para Atenas | Médias meteorológicas para Atenas | Médias meteorológicas para Atenas | Médias meteorológicas para Atenas |
| Mês                                     | Jan                               | Fev                               | Mar                               | Abr                               | Mai                               | Jun                               | Jul                               | Ago                               | Set                               | Out                               | Nov                               | Dez                               |                                   |
| --------------------------------------- | --------------------------------- | --------------------------------- | --------------------------------- | --------------------------------- | --------------------------------- | --------------------------------- | --------------------------------- | --------------------------------- | --------------------------------- | --------------------------------- | --------------------------------- | --------------------------------- | --------------------------------- |
| Média alta °C (°F)                      | 14 (57)                           | 14 (57)                           | 17 (63)                           | 21 (70)                           | 26 (79)                           | 30 (86)                           | 34 (93)                           | 34 (93)                           | 30 (86)                           | 24 (75)                           | 19 (66)                           | 15 (59)                           |                                   |
| Média baixa °C (°F)                     | 6 (43)                            | 7 (45)                            | 8 (46)                            | 11 (52)                           | 15 (59)                           | 20 (68)                           | 22 (72)                           | 22 (72)                           | 19 (66)                           | 14 (57)                           | 11 (52)                           | 8 (46)                            |                                   |
| Precipitação mm (polegadas)             | 46 (1.81)                         | 48 (1.89)                         | 43 (1.69)                         | 28 (1.1)                          | 18 (0.71)                         | 10 (0.39)                         | 5 (0.2)                           | 5 (0.2)                           | 13 (0.51)                         | 48 (1.89)                         | 51 (2.01)                         | 66 (2.6)                          |                                   |
| Fonte: Weather.com 6 de janeiro de 2009 |                                   |                                   |                                   |                                   |                                   |                                   |                                   |                                   |                                   |                                   |                                   |                                   |                                   |

## Demografia

Poluição no céu da capital grega

Segundo o senso de 2011, o município de Atenas tem uma população de 664 046 pessoas, com um total de 3,2 milhões na região metropolitana (incluindo os subúrbios). Acredita-se, porém, que a população atual é maior, porque durante o censo (realizado a cada 10 anos) alguns moradores atenienses viajaram para as cidades onde haviam nascido e se registraram como cidadãos do local.
Refletindo essa incerteza sobre o valor real da população, várias estimativas põem a quantidade verdadeira entre quatro e cinco milhões de pessoas. Também não foram contados os imigrantes ilegais originados principalmente da Albânia, de países do Leste da Europa e do Paquistão, cujos números são desconhecidos.
A parte antiga da cidade está localizada nas colinas rochosas da Acrópole. Nos tempos passados, Pireu era uma cidade separada, mas foi entretanto absorvido pela área da Grande Atenas. A rápida expansão da cidade iniciou nas décadas de 1950 e 1960 e continua até hoje, por causa da transição da economia com base agrária para uma nação industrial. A expansão é, agora, particularmente em direção ao leste e ao nordeste (uma tendência relacionada ao novo Aeroporto Internacional Eleftherios Venizelos e à Attiki Odos, a rodovia que corta a Ática de um lado ao outro). Por este processo, Atenas absorveu muitos subúrbios e vilas da Ática, e continua a fazê-lo. Através de sua longa história, Atenas experimentou muitos níveis populacionais diferentes. A tabela abaixo mostra o histórico da população de Atenas nos tempos recentes.

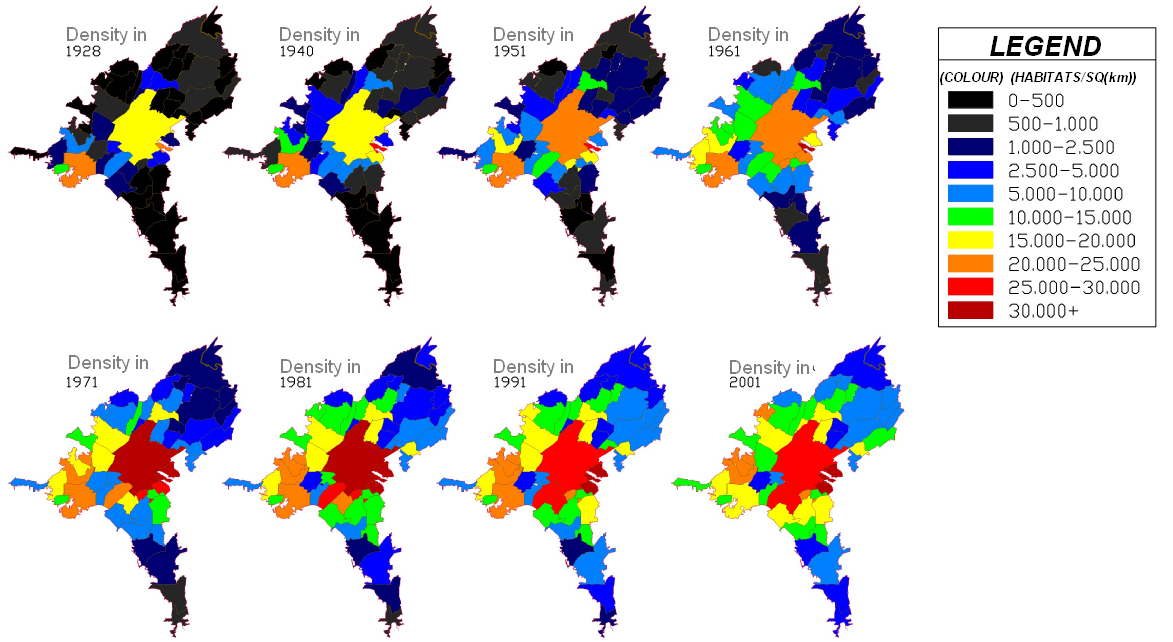
Distribuição demográfica de Atenas

| Ano      | População da cidade | População urbana | População metropolitana |
| -------- | ------------------- | ---------------- | ----------------------- |
| 1833     | 4 000               | -                | -                       |
| 1870     | 44 500              | -                | -                       |
| 1896     | 123 000             | -                | -                       |
| 1921 [a] | 473 000             | -                | -                       |
| 1921 [b] | 718 000             | -                | -                       |
| 1971     | 867 023             | -                | -                       |
| 1981     | 885 737             | -                | -                       |
| 1991     | 772 072             | -                | 3 444 358               |
| 2001     | 745 514 \|          | 3 130 841 \|     | 3 761 810               |

## Política

### Governo local

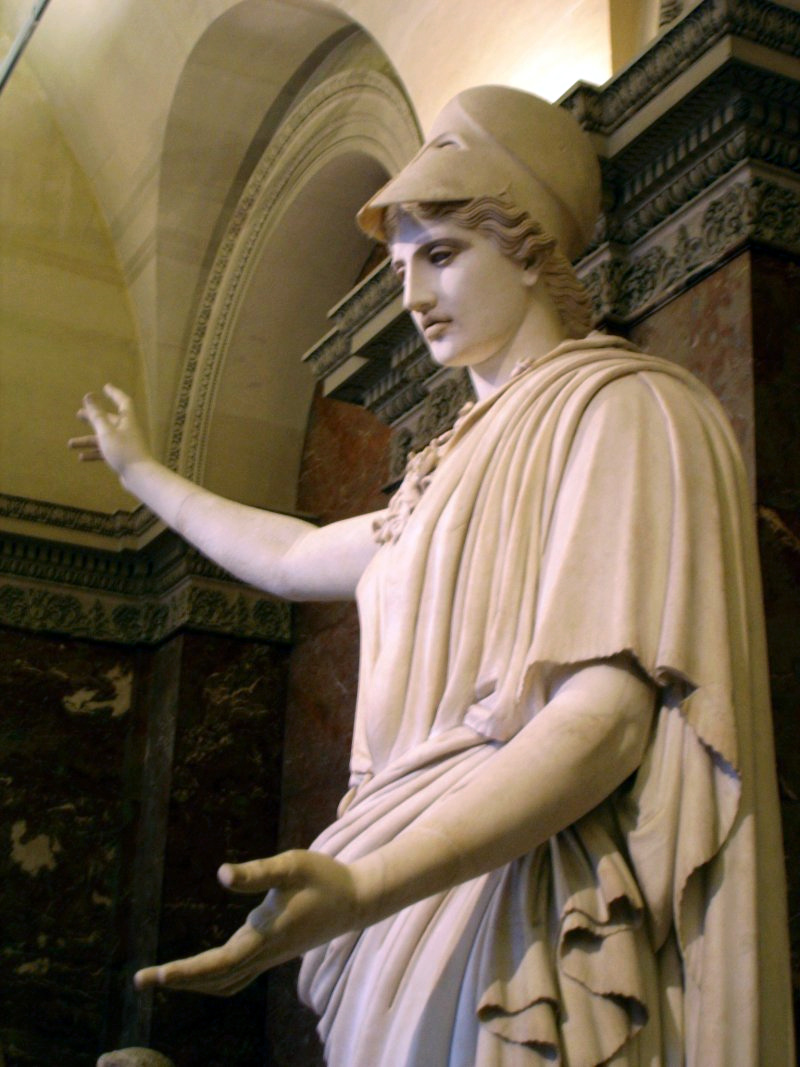
Estátua de Atena, a deusa padroeira de Atenas.

A cidade moderna de Atenas consiste do que antigamente eram vilas e cidades distintas que gradualmente expandiram para formar uma cidade grande e única; esta expansão ocorreu no século XX. A cidade está agora dividida em 54 subprefeituras, a maior delas que é a subprefeitura de Atenas (ou Dimos Athinaion), com aproximadamente um milhão de pessoas (o segundo maior é o Pireu). Atenas pode, portanto, se referir tanto à cidade toda quanto à prefeitura de Atenas (parte central da cidade). Cada uma das prefeituras da região de Atenas tem um conselho municipal eleito e um prefeito eleito de forma direta. Em janeiro de 2007 foi eleito prefeito de Atenas Nikitas Kaklamanis, do partido conservador Nova Democracia (Grécia).

### Cidades-irmãs
Atenas é cidade-irmã de:
- Barcelona, Espanha (1999)
- Pequim, China (2005)
- Beirute, Líbano
- Belém, Palestina (1986)
- Bucareste, Romênia
- Chicago, Estados Unidos (1997)
- Cusco, Peru (1991)
- Istambul, Turquia
- Los Angeles, Estados Unidos
- Moscou, Rússia
- Nápoles, Itália
- Nicósia, Chipre (1988)
- Seul, Coreia do Sul (2006)
- Tirana, Albânia
- Washington D.C., Estados Unidos (2000)

#### Cidades parceiras
- Belgrado, Sérvia (1966)
- Erevã, Armênia (1993)
- Paris, França (2000)

## Divisão administrativa e bairros

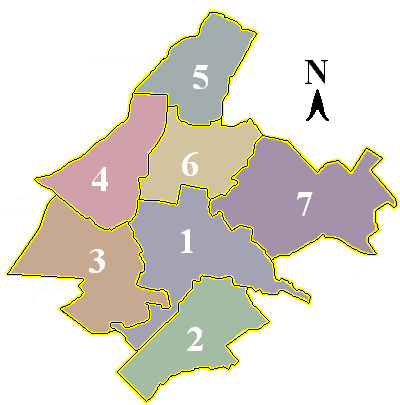
Os sete distritos de Atenas

O Município de Atenas é dividido em vários distritos ou bairros: Omonoia, Sintagma, Exarcheia, Aghios Nikolaos, Neapolis, Lycavittos, Lofos Strefi, Lofos Finopoulou, Lofos Filopappou, Pedion Areos, Metaxourgeio, Aghios Kostantinos, Estação Larissa, Cerâmico, Psirri, Monastirací, Gazi, Thission, Kapnikarea, Aghia Irini, Aerides, Anafiotika, Plaka, Acrópole, Pnyka, Makrygianni, Lofos Ardittou, Zappeion, Aghios Spyridon,  Pangration, Kolonaki, Dexameni, Evaggelismos, Gouva, Aghios Ioannis, Neos Kosmos, Koukaki, Kynosargous, Fix, Ano Petralona, Kato Petralona, ROUF, Votanikos, Profitis Daniil, Akadimia Platonos, Kolonos, Kolokynthou, Praça Attikis, Lofos Skouze, Sepolia, Kypseli, Aghios Meletios, Nea Kypseli, Gyzi, Polygono,  Ampelokipoi, Panormou-Gerokomeio, Pentagono, Ellinorosson,  Filothei Kato, Ano Kypseli, Tourkovounia-Lofos Patatsou, Lofos Elikonos, Koliatsou, Thymarakia, Kato Patisia, Treis Gefyres, Aghios Eleftherios, Ano Patissia, Kypriadou e Prompona.

### Omonoia
A Praça Omonoia (Πλατεία Ομονοίας) é uma das principais praças e nós rodoviários e de transporte de Atenas. É rodeada por hotéis e lojas de fast food, e inclui uma estação de trem utilizado pelo Metro de Atenas e os Ilektrikos, chamada Estação Omonoia. A praça é muitas vezes o foco para a celebração das vitórias desportivas, como pôde ser visto após a conquista do Euro 2004 e do torneio Eurobasket 2005.

### Psirri e Gazi
O renovado bairro Psirri (Ψυρρή) é pontilhado com antigas e renovadas mansões, e espaços para artistas, galerias e pequenas lojas. Uma série de edifícios renovados também albergam uma grande variedade de bares na moda, tornando-se um foco para a cidade sobretudo na última década, enquanto um conjunto de restaurantes de música ao vivo conhecidos como "rebetadika", nome que vem de uma singular forma de música que floresceu no Siro e em Atenas, de 1920 até à década de 1960.

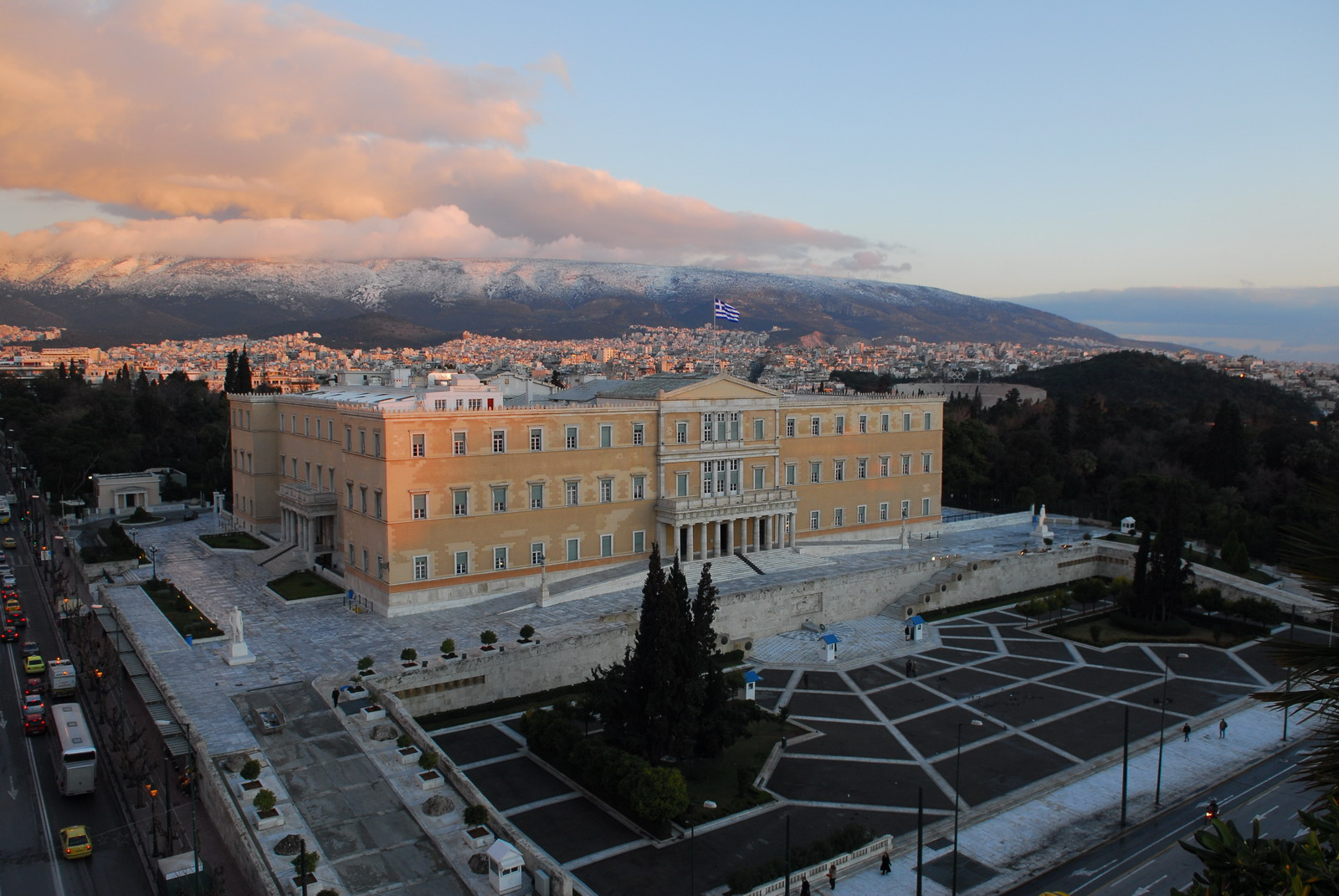
O Parlamento da Grécia

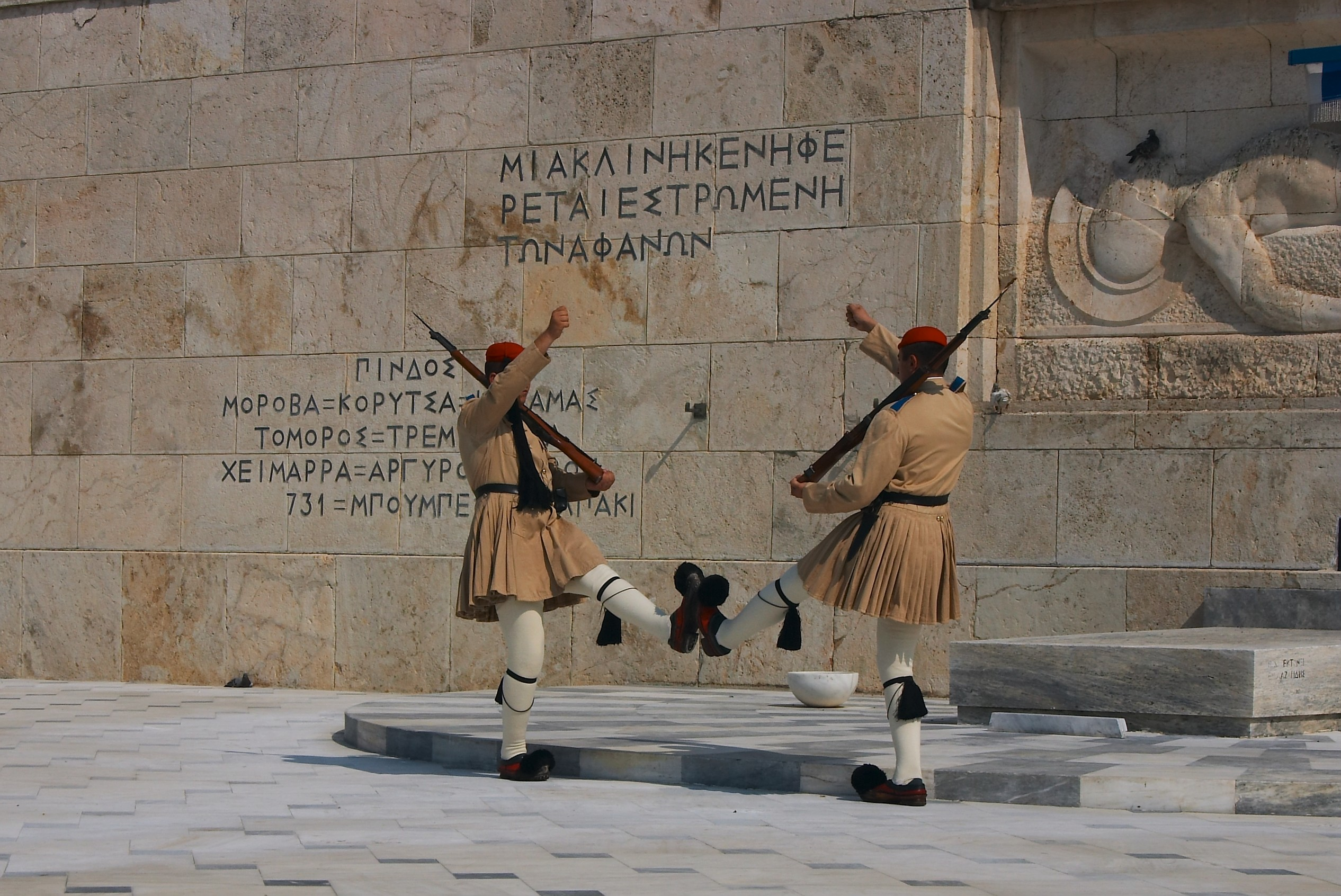
A troca da guarda diante da Tumba do Soldado Desconhecido, em frente ao Parlamento

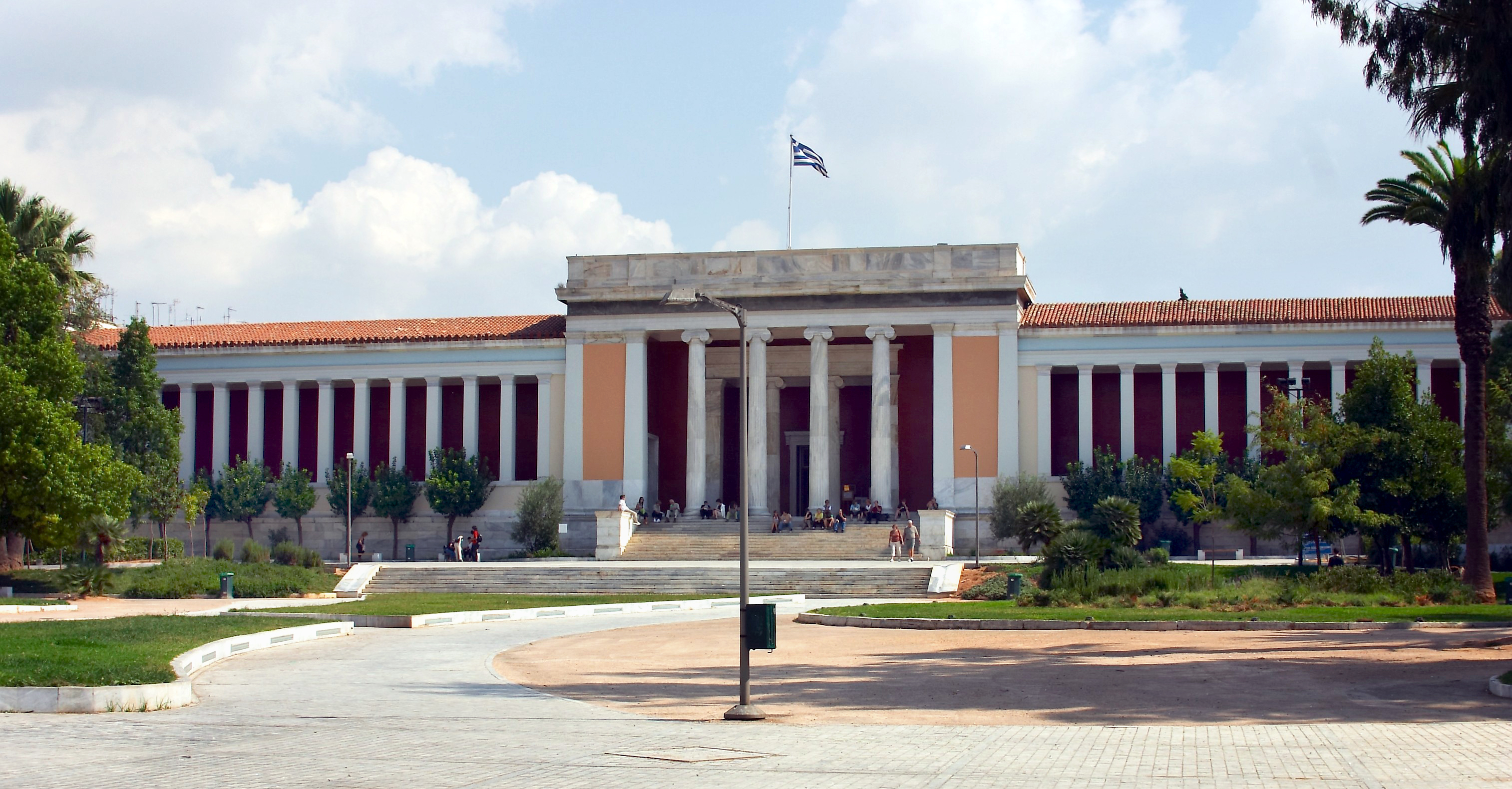
Museu Arqueológico Nacional de Atenas

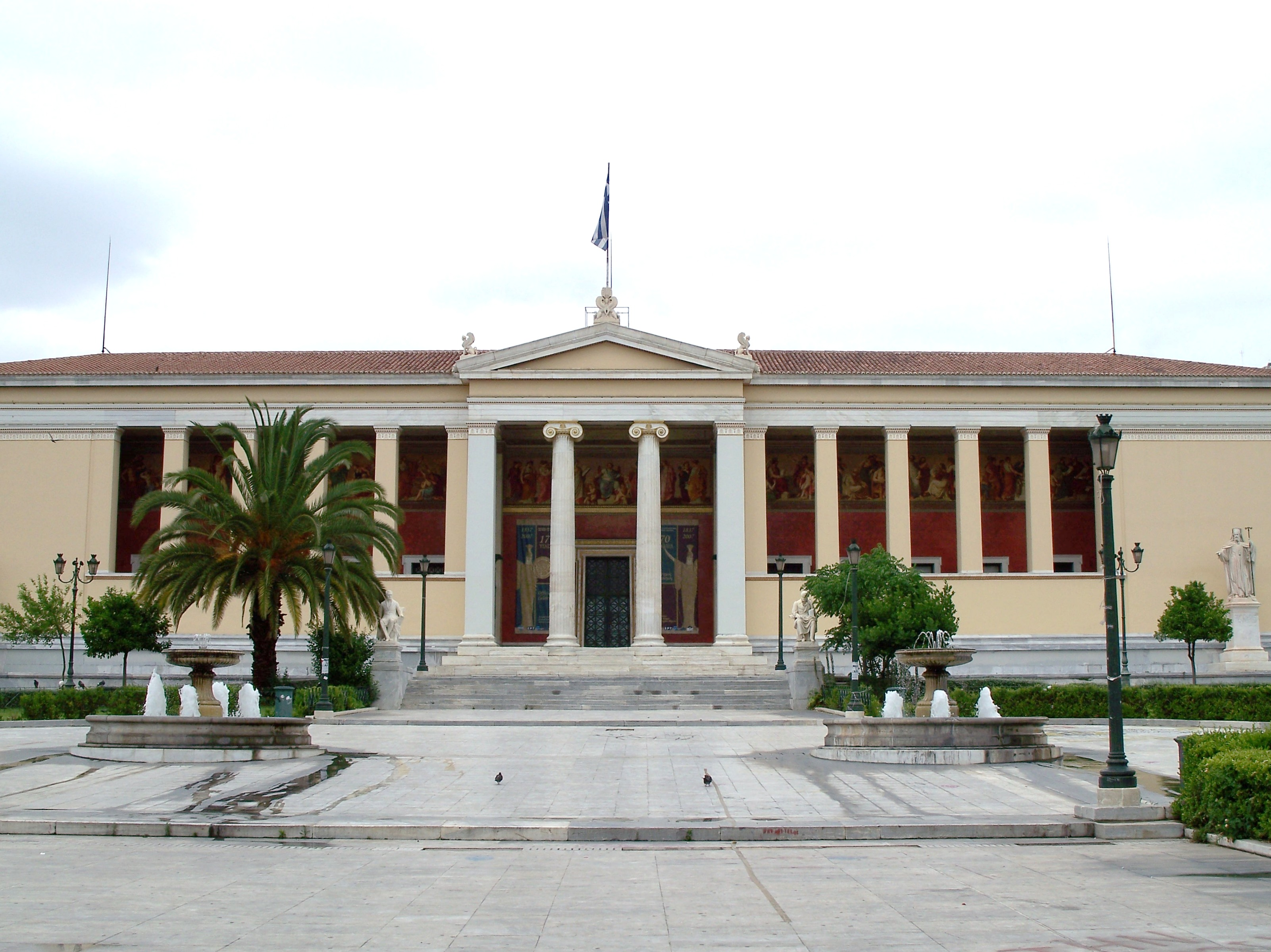
Universidade de Atenas

### Sintagma
A Praça Sintagma (Σύνταγμα) é a praça central da capital, situada junto ao Parlamento da Grécia e ao Túmulo do soldado desconhecido, onde ficam os melhores hotéis da cidade. A rua Ermou, com cerca de 1 km de longo caminho pedonal, liga a Praça Sintagma a Monastirací, e tem sido tradicionalmente um paraíso para os consumidores, tanto atenienses e turistas. Completam a moda muitas lojas e centros comerciais, com artigos de marcas internacionais, e está no top 5 das ruas comerciais mais caras na Europa.

### Plaka, Monastirací e Thission
Plaka (Πλάκα), situada na encosta norte e leste da Acrópole, é famosa por sua abundante arquitetura neoclássica, tornando-se um dos mais cénicos bairros da cidade. Continua a ser um destino turístico tradicional por excelência com um conjunto de pitorescas tavernas e está bem vivo a todas as horas. Próximo fica Monastirací (Μοναστηράκι), zona bem conhecida por sua série de pequenas lojas, restaurantes típicos e mercados, bem como pela feira ao ar livre. Outro bairro especialmente famoso pelos seus estudantes, sempre abarrotado e com elegantes cafés, é Theseum ou Thission (Θησείο), situado a oeste de Monastirací. Notável em Thission é o antigo Templo de Hefesto, sobre uma pequena colina.

### Kolonaki
O bairro de Kolonaki (Κολωνάκι), na base do monte Licabeto, está cheio de lojas e boutiques caras frequentadas durante o dia e bares na moda e restaurantes de noite. Também tem um vasto conjunto de galerias de arte e museus. É considerada como uma das zonas da capital de maior exclusividade e prestígio.

#### Exárchia
Exárchia (Εξάρχεια), localizada a norte de Kolonaki, tem uma reputação mista como sede recente ou atual da cidade anarquista, onde começaram e foram mais violentos os distúrbios de 2008 na Grécia. O bairro tem uma vida culturalmente activa e muitos cafés, bares e livrarias. É o lar da Universidade Técnica Nacional de Atenas e do Museu Arqueológico Nacional de Atenas, mas também contém numerosos edifícios importantes de vários estilos do século XX, nos estilos neoclássico, Art Deco e Modernista (incluindo influências da Bauhaus).

## Infraestrutura

### Educação e ensino superior
O antigo campus da Universidade de Atenas, na avenida Panepistímiu, é uma das mais requintadas construções de Atenas, juntamente com o prédio da Biblioteca Nacional e o prédio da Academia de Artes de Atenas.Estes prédios formam, juntos, a Trilogia de Atenas, construída no fim do século XIX. Apesar deste requinte, a maioria das funções universitárias foram movidas para um campus moderno, ao leste do centro da cidade, próximo ao Zografo. Outra universidade presente em Atenas é a Escola Politécnica de Atenas (em grego: Εθνικό Μετσόβιο Πολυτεχνείο, Ethnikó Metsóvio Politechnío), onde 24 estudantes foram mortos em 1973 durante demonstrações contra o regime militar grego.

## Cultura

### Arqueologia e museus
Atenas é um dos maiores centros mundiais para a pesquisa arqueológica, uma vez que possui inúmeros sítios arqueológicos localizados no próprio centro urbano da cidade. Dentre eles se destaca a Acrópole, o antigo centro sagrado da cidade, célebre em todo o mundo tanto por sua relevância histórica como pelas ruínas de edifícios clássicos importantes como o Partenon e o Erecteion. Além disso, a cidade sedia várias instituições nacionais e organismos internacionais voltados para a arqueologia, como a Universidade de Atenas, a Sociedade Arqueológica, o Departamento de Cultura da Grécia e diversos museus de antiguidades, nos quais se destacam o riquíssimo Museu Arqueológico Nacional, o Museu da Acrópole de Atenas, o Museu Benaki e o Museu Bizantino e Cristão. Também sedia conferências, encontros e exposições internacionais sobre o assunto. Com isso a cidade atrai estudiosos de todo o mundo. E além das relíquias arqueológicas, as igrejas ortodoxas são uma atração à parte, com diversas espalhadas pela cidade, algumas muito antigas e com uma decoração interna luxuriante, com destaque para a Catedral, a Igreja de Omorfoclíssia e a de Panaghia Kapnikarea.

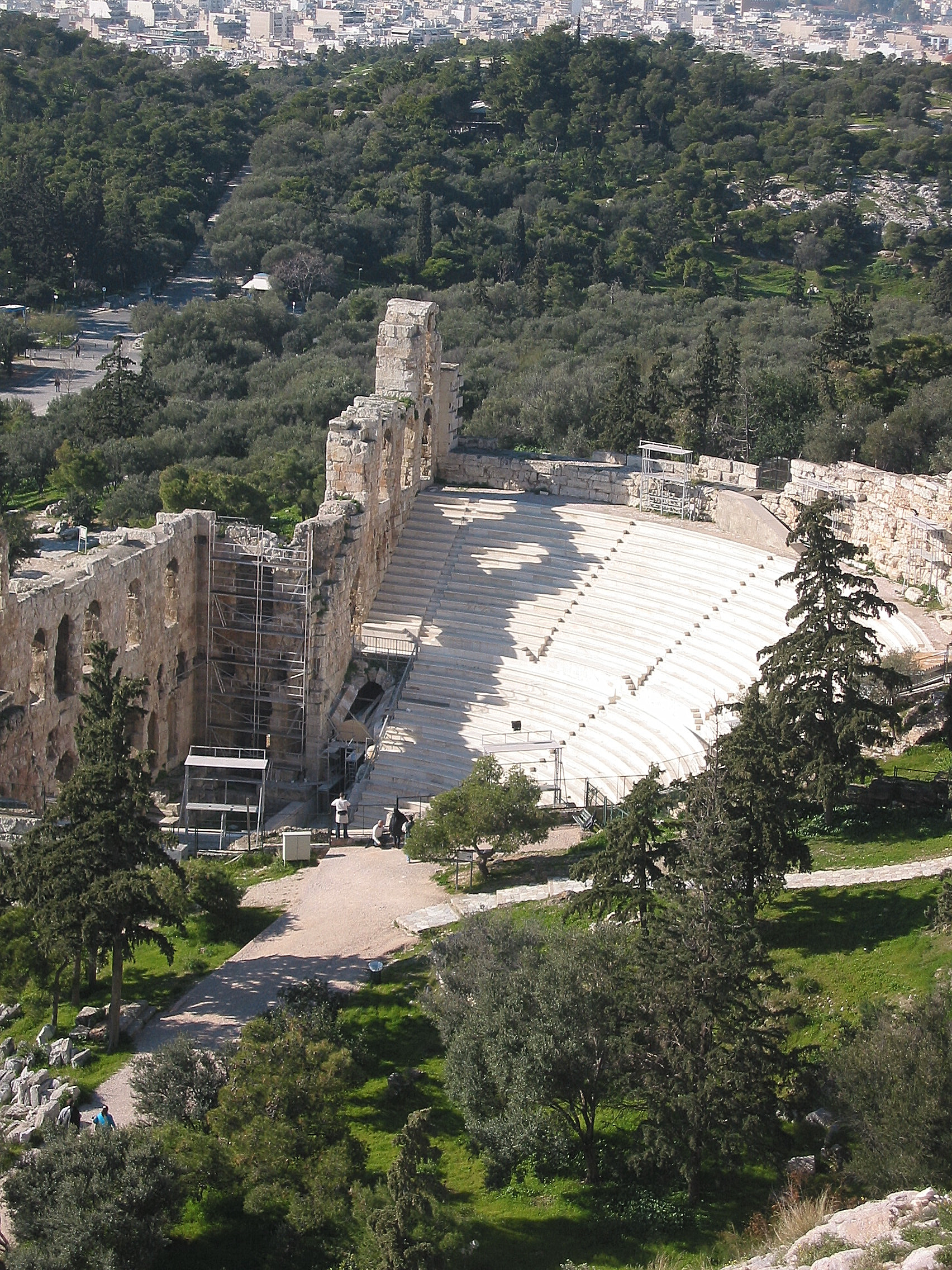
Odeon de Herodes Ático, visto da Acrópole.
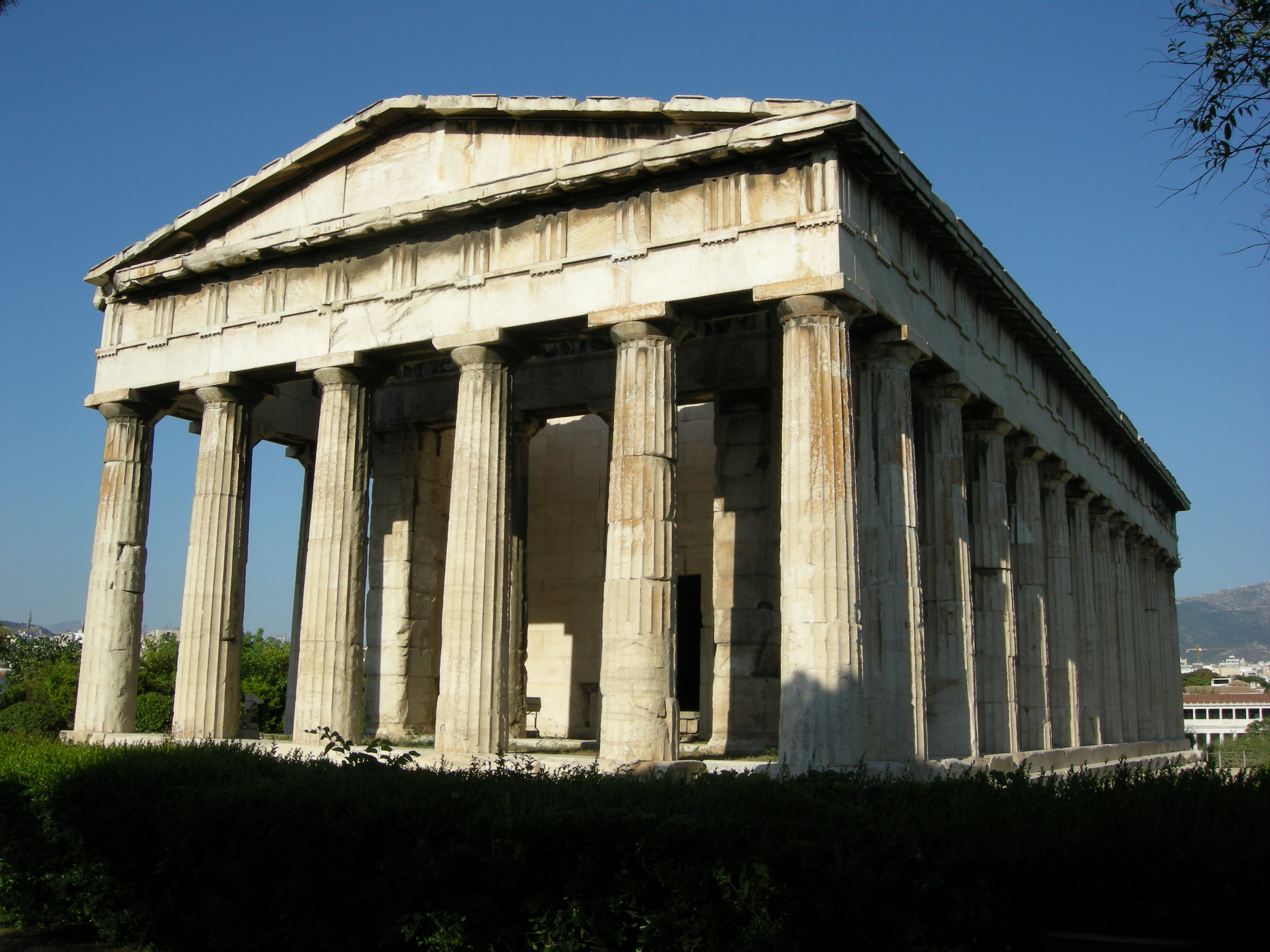
Templo de Hefesto
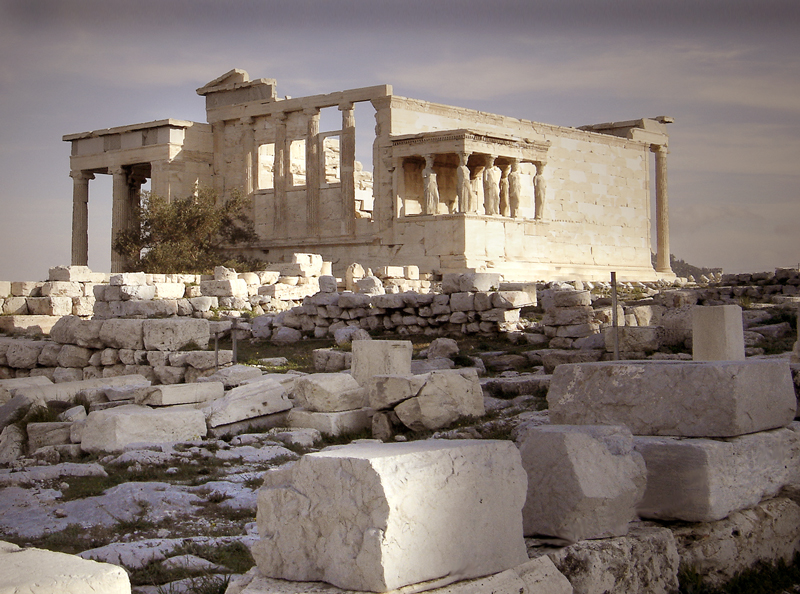
O Erecteion, na Acrópole
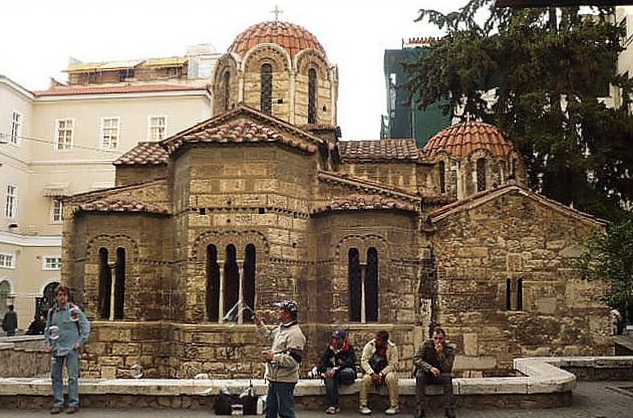
A igreja de Panaghia Kapnikarea, do século XI, uma das mais antigas edificações locais da Igreja Ortodoxa

Entre os espaços monumentais e museológicos contam-se:

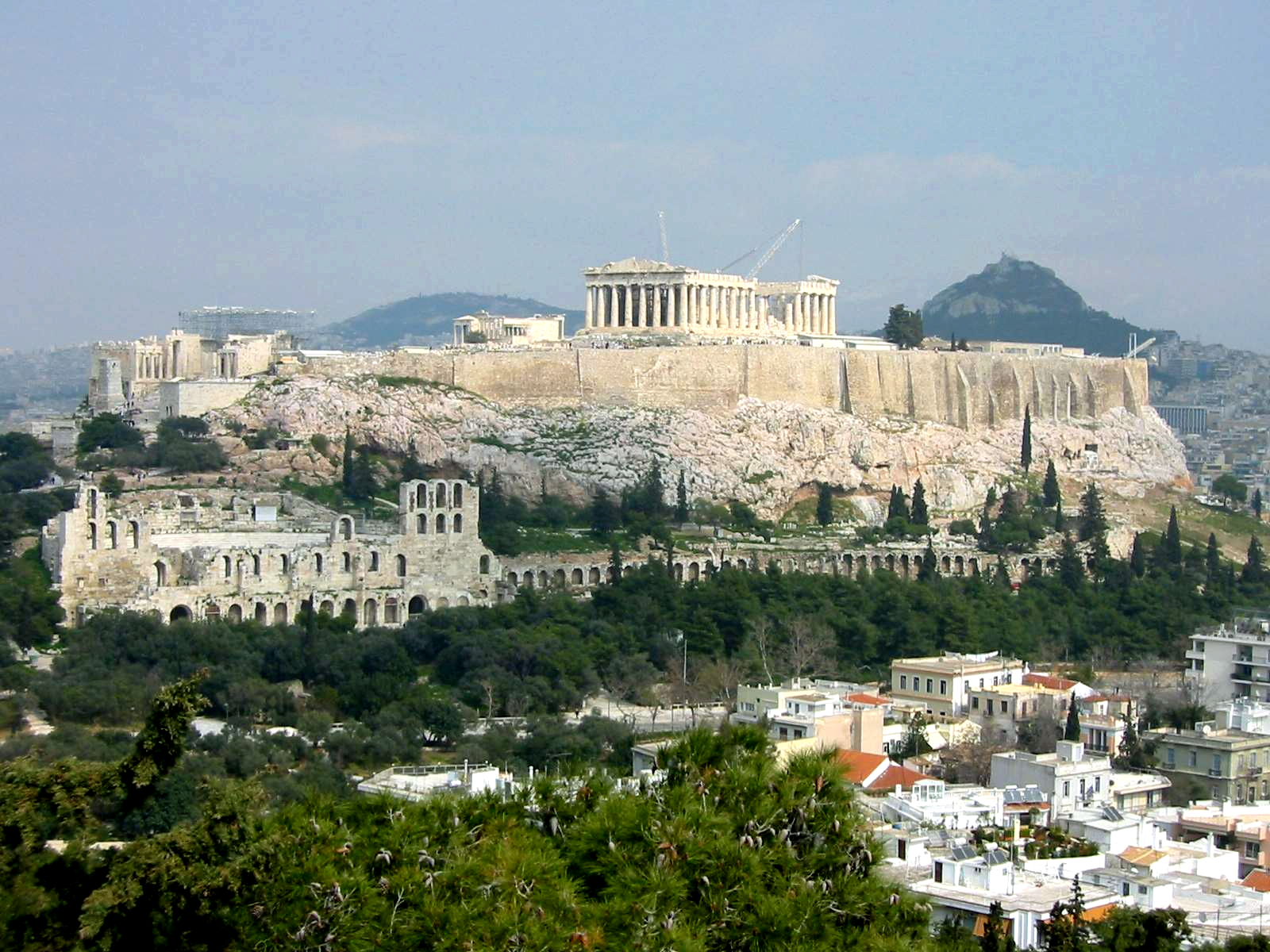
A Acrópole de Atenas.

- O Partenon na Acrópole e o seu museu;
- A Ágora de Atenas, centro nevrálgico da cidade antiga, onde se destacam o respectivo museu, alojado na Estoa de Átalo, e o Templo de Hefesto, também conhecido como Teseu;
- A Ágora romana de Atenas e a Torre dos Ventos (um relógio hidráulico construído no século d.C.);
- O Templo de Zeus Olímpico;
- O Teatro de Dionísio;
- O Estádio Panatenaico, feito por Adriano e Herodes Ático e renovado em 1896;
- O Museu Arqueológico Nacional de Atenas que alberga uma das maiores colecções de arte da Grécia Antiga;
- O Museu Bizantino e Cristão de Atenas criado com as colecções da Sociedade Arqueológica Cristã;
- A Pinacoteca Nacional de Atenas;
- O Museu Benaki;
- O Museu de Arte Cicládica Goulandris;
- A necrópole antique de Cerâmico e o Museu Arqueológico de Cerâmico.

### Arquitetura

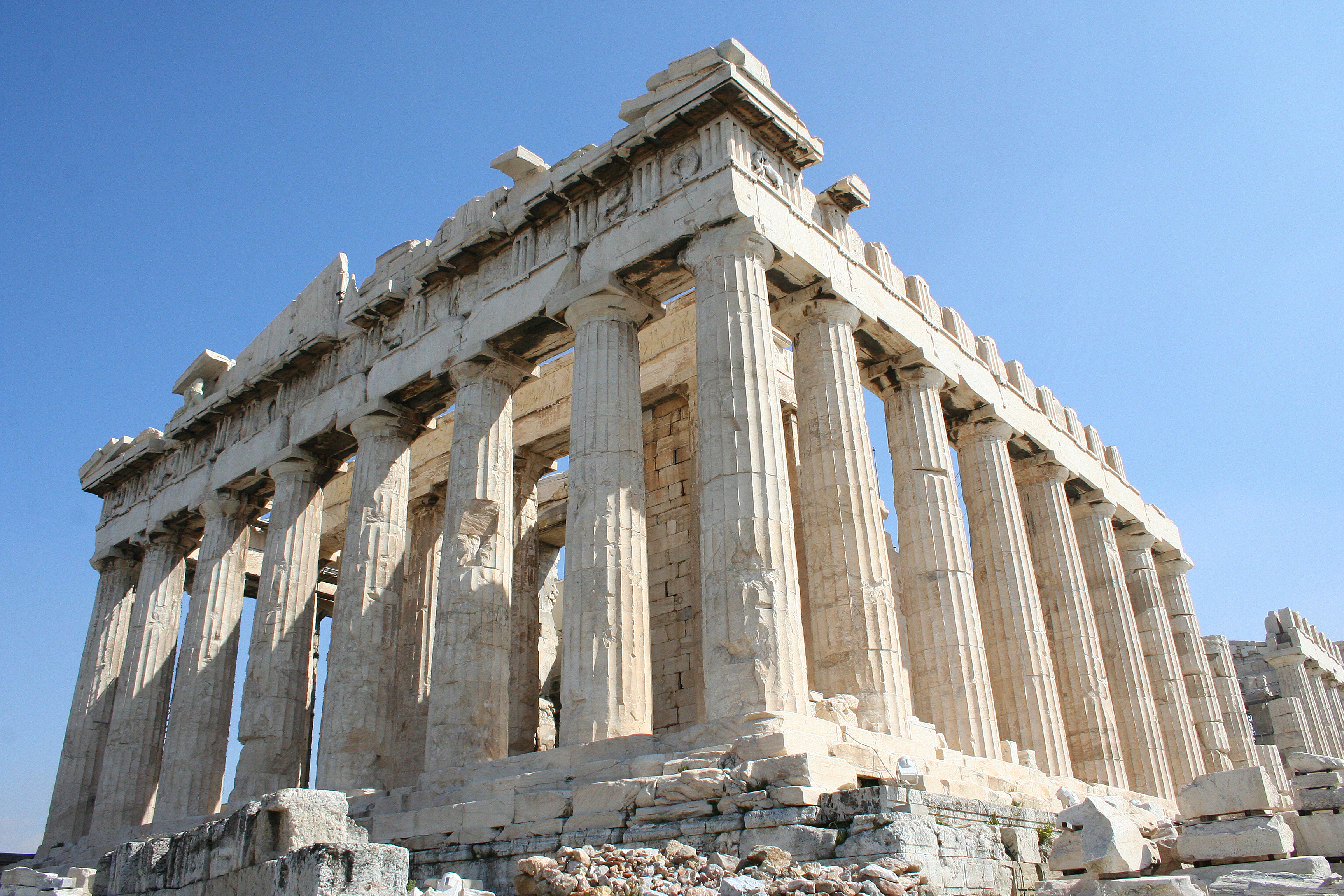
O Partenon, na Acrópole de Atenas.

Atenas é uma cidade com grande mistura de estilos arquitectónicos, que vão do estilo greco-romano e neoclássico ao moderno. Muitos dos edifícios mais proeminentes na cidade são em estilo greco-romano ou neoclássico. Alguns destes últimos são edifícios públicos construídos em meados do século XIX sob orientação de Theophil Freiherr von Hansen:
- Academia de Atenas;
- Câmara Municipal de Atenas;
- Pralamento Grego;
- Antigo Parlamento Grego (1875-1932) (hoje Museu Nacional Histórico);[30]
- Universidade de Atenas;
- Zappeion, centro de exposições e reuniões.

### Pontos turísticos
Atenas é a nível mundial a sexta cidade mais visitada por turistas, pois para eles é igualmente pródiga em locais interessantes, tanto antigos como modernos, e dispõe de uma infraestrutura completa de serviços.
Alguns dos principais pontos turísticos são:

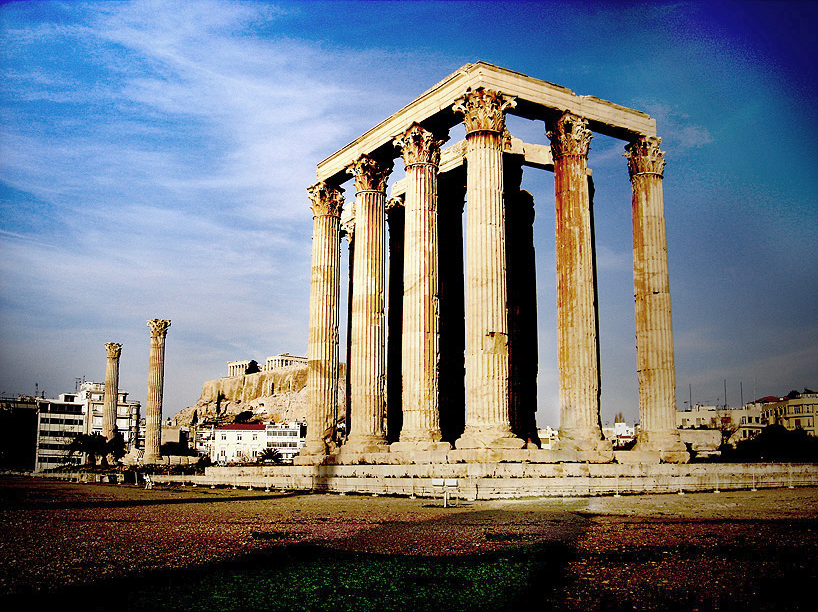
Templo de Zeus Olímpico, Atenas

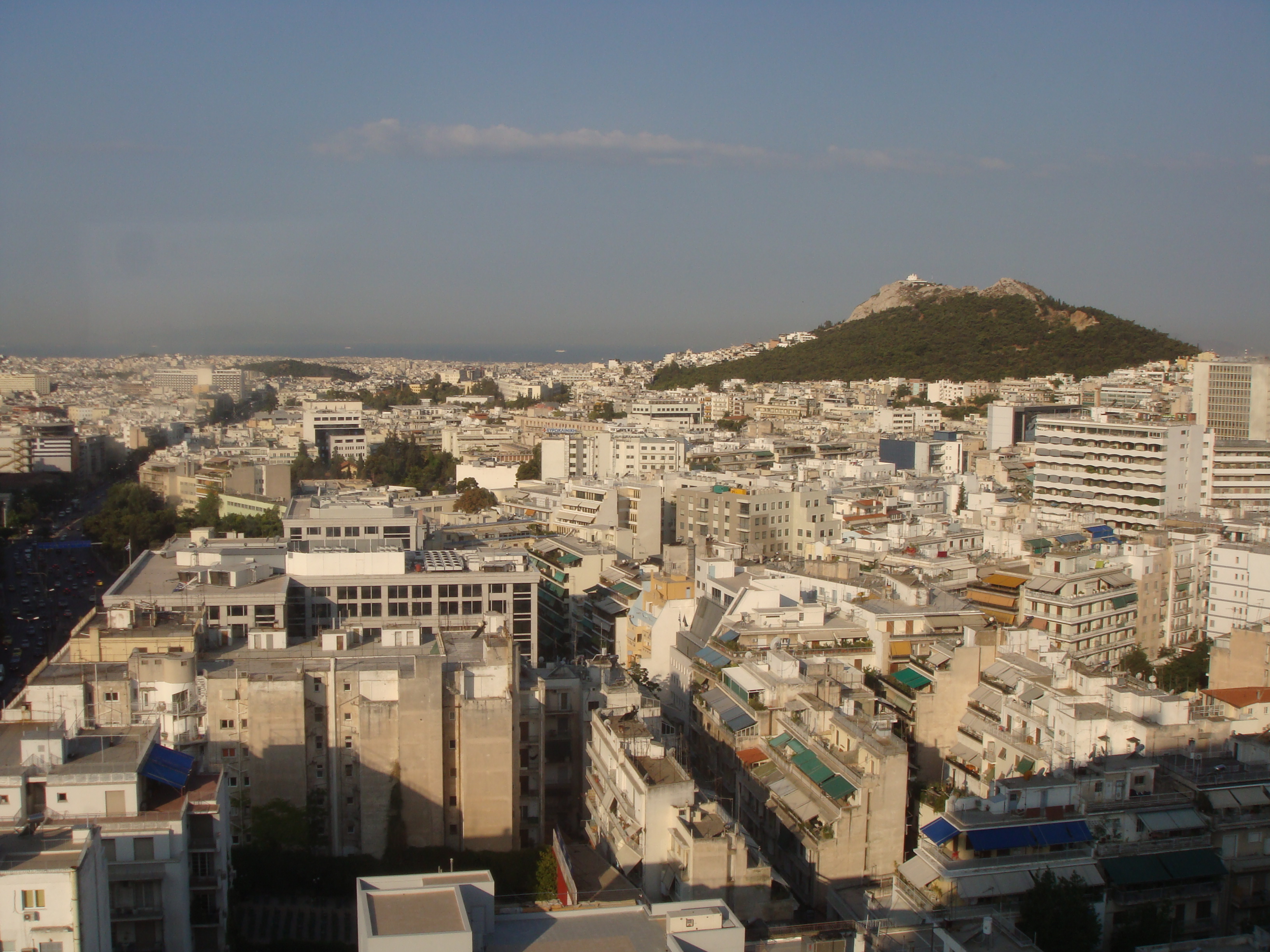
Vista o centro de Atenas

- Acrópole, o antigo centro religioso da cidade;
- Ágora, com vários edifícios antigos;
- Areópago, elevação próxima à Acrópole com uma das mais belas vistas da cidade;
- Templo de Zeus Olímpico;
- Jardins Nacionais;
- Praça Sintagma, com o prédio do Parlamento Grego, antigamente o Palácio Real;
- Monte Licabeto;
- Museu Arqueológico Nacional;
- Museu Histórico Nacional;
- Museu Benaki;
- Museu Bizantino e Cristão;
- Biblioteca Nacional;
- Academia de Artes de Atenas;
- Catedral de Atenas;
- Igreja de Omorfoclíssia;
- Igreja de Panaghia Kapnikarea;
- Estádio Agia Sophia
- Estádio Olímpico de Atenas;
- Estádio Panatenaico;
- Os bairros Plaka, Cerâmico, Monastirací e outros centrais guardam um casario típico e oferecem um comércio variado.

### Desporto
Atenas foi sede dos Jogos Olímpicos de Verão de 2004, assim como os primeiros jogos olímpicos modernos, os jogos de Atenas, em 1896, e as olimpíadas intermediárias de 1906.
Clubes desportivos:
- AEK Atenas;
- Panathinaikos AO;
- Panionios GSS.

## Atenienses célebres
- Temístocles, estratega que venceu a batalha de Salamina.
- Sócrates, filósofo
- Platão, discípulo do anterior
- Péricles, estratega da cidade de 451 a.C. a 429 a.C.
- Dionísio Areopagita,
- Irene de Atenas, imperatriz de Bizâncio
- Santa Filoteia de Atenas, santa padroeira da cidade.